# Cecco Angiolieri
Cecco Angiolieri, född omkring 1260, död omkring 1312, var en italiensk poet från Siena.
Angiolieri skrev burleska sonetter om älskog, krogliv och penningnöd där han kritiserade "il dolce stil nuovo", den förfinnade litteratur som var på modet runt år 1300. Angiolieri figurerar i Giovanni Boccaccios Decamerone.